# La famiglia Potter
La famiglia Potter (The Tom Ewell Show) è una serie televisiva statunitense in 32 episodi trasmessi per la prima volta nel corso di una sola stagione dal 1960 al 1961.
È una sitcom familiare classica incentrata sulle vicende di Tom Potter, interpretato da Tom Ewell.

## Trama
Tom Potter è un agente immobiliare la cui intera vita, lontana dall'ufficio, è dominata dalle donne: la moglie Fran; la suocera, nonna Irene Brady; le tre figlie: la quindicenne Carol, l'undicenne Debbie e Sissie, di sette anni. Altri personaggi includono Howie Fletcher, collaboratore di Tom, e Jim Rafferty, amico di Tom.

## Personaggi e interpreti
- Tom Potter (32 episodi, 1960-1961), interpretato da Tom Ewell.
- Sissie Potter (30 episodi, 1960-1961), interpretata da Eileen Chesis.
- Debbie Potter (30 episodi, 1960-1961), interpretata da Sherry Alberoni.
- Irene Brady (30 episodi, 1960-1961), interpretata da Mabel Albertson.
- Carol Potter (30 episodi, 1960-1961), interpretata da Cynthia Chenault.
- Fran Potter (30 episodi, 1960-1961), interpretata da Marilyn Erskine.
- Howie Fletcher, interpretato da Norman Fell.
- Jim Rafferty (3 episodi, 1961), interpretato da Barry Kelley.
- Lavinia Barrington (2 episodi, 1961), interpretata da Alice Ghostley.

## Produzione
La serie, ideata da Madelyn Davis e Bob Carroll Jr., fu prodotta da Ewell-Carroll-Martin e Four Star Productions Le musiche furono composte da Jerry Fielding.

### Sceneggiatori
Tra gli sceneggiatori sono accreditati:
- Bob Carroll Jr. in 2 episodi (1960)
- Madelyn Davis in 2 episodi (1960)
- Larry Rhine

## Distribuzione
La serie fu trasmessa negli Stati Uniti dal 27 settembre 1960 al 23 maggio 1961 sulla rete televisiva CBS. In Italia è stata trasmessa con il titolo La famiglia Potter.

## Episodi
| Stagione       | Episodi | Prima TV USA |
| -------------- | ------- | ------------ |
| Prima stagione | 32      | 1960-1961    |